# 陈觉中
陈觉中（CM, 1953年1月5日—） 是一位菲律宾华人企业家。

## 生平
1953年出生于菲律宾南达沃省的一个华人移民家族，祖籍福建晋江。毕业于菲律濱中正學院和圣多默大学。1977年赴美考察学习经商，1978年创建快餐连锁品牌快乐蜂。1993年公司在菲律宾证券交易所挂牌上市。

## 财富
2020年7月《福布斯》预估其财富为20亿美元。